# Snider–Enfield
O Snider–Enfield é um fuzil de retrocarga e tiro único baseado no modelo desenvolvido pelo armeiro americano Jacob Snider em 1860. Foi adotado pelo exército britânico em 1866 onde resultou da conversão dos mosquetes Pattern 1853 Enfield, de antecarga (carregamento pela "boca" do cano), para fuzis de retrocarga. É similar aos contemporâneos Krnka russo e Tabatière francês, que também resultaram da conversão de mosquetes raiados para fuzis de retrocarga disparados pelo mecanismo de agulha. Foi a arma padrão do exército Britânico até 1871 quando foi substituido pelo Martini-Henry, mas continuou a ser utilizado até o final do século XIX em unidades colonias na Índia britânica.

## Serviço
O Snider viu sua primeira ação com o exército britânico/indiano na batalha de Aroghee na Etiópia em 10 de abril de 1868, contra as forças do Tewodros II; durante o qual 10.200 tiros foram disparadas pelo 4º Regimento R. O. O Snider serviu em todo o Império Britânico, incluindo Colônia do Cabo, Índia, Austrália, Nova Zelândia e Canadá, até a sua eliminação gradual e substituição pelo Martini-Henry, começando em 1874, mas ainda continuou sendo usado por forças voluntárias e milícias até o final da década de 1880.